# Урсіна (Пенсільванія)
Урсіна (англ. Ursina) — місто (англ. borough) в США, в окрузі Сомерсет штату Пенсільванія. Населення — 247 осіб (2020).

## Географія
Урсіна розташована за координатами 39°48′55″ пн. ш. 79°19′57″ зх. д. / 39.81528° пн. ш. 79.33250° зх. д. (39.815295, -79.332484).  За даними Бюро перепису населення США в 2010 році місто мало площу 2,33 км², уся площа — суходіл.

## Демографія
Згідно з переписом 2010 року, у селищі мешкало 225 осіб у 101 домогосподарстві у складі 66 родин. Густота населення становила 97 осіб/км².  Було 119 помешкань (51/км²).
Расовий склад населення:
| - 99,6 % — білих - 0,4 % — азіатів |

До двох чи більше рас належало 0,0 %. Частка іспаномовних становила 0,4 % від усіх жителів.
За віковим діапазоном населення розподілялося таким чином: 17,3 % — особи молодші 18 років, 61,8 % — особи у віці 18—64 років, 20,9 % — особи у віці 65 років та старші. Медіана віку мешканця становила 48,8 року. На 100 осіб жіночої статі у селищі припадало 99,1 чоловіків;  на 100 жінок у віці від 18 років та старших — 100,0 чоловіків також старших 18 років.
Середній дохід на одне домашнє господарство  становив 38 198 доларів США (медіана — 29 167), а середній дохід на одну сім'ю — 36 792 долари (медіана — 35 000). За межею бідності перебувало 18,8 % осіб, у тому числі 32,6 % дітей у віці до 18 років та 5,4 % осіб у віці 65 років та старших.
Цивільне працевлаштоване населення становило 99 осіб. Основні галузі зайнятості: освіта, охорона здоров'я та соціальна допомога — 44,4 %, мистецтво, розваги та відпочинок — 20,2 %, науковці, спеціалісти, менеджери — 10,1 %, будівництво — 10,1 %.